# Euproutia
Euproutia là một chi bướm đêm thuộc họ Geometridae.